# Crisis del Egeo de 1987
La Crisis del Egeo de 1987 tuvo lugar a finales de marzo entre Turquía y Grecia, como parte de la disputa del Egeo. Turquía se enteró de que Grecia estaba empezando a perforar en busca de petróleo en las disputadas aguas del mar Egeo en las cercanías de Tasos. En respuesta, el barco de reconocimiento turco RV MTA Sismik 1 fue enviado a la zona para realizar un reconocimiento con una escolta de buques de guerra turcos.
El petróleo fue descubierto en Thasos en 1973. Grecia reivindicó la propiedad de los derechos minerales en la plataforma continental que se extiende desde debajo de todas sus islas en el Egeo. Turquía propuso dividir la plataforma continental mediante negociaciones.
La crisis se intensificó, las fuerzas armadas de ambos países estuvieron en alerta, y ambas partes dijeron que usarían la fuerza si la obstaculiza la otra. El incidente casi desencadena una guerra entre Grecia y Turquía. El primer ministro griego Andreas Papandréu dio las órdenes de hundir el barco si se encontraba en las disputadas aguas reclamadas por Grecia. El primer ministro turco Turgut Özal dijo que "si Grecia interfiere con nuestro barco de cualquier manera, y esto es lo que Papandréu está diciendo, actuaremos de la misma manera contra él", "Como resultado, podría ser causa de guerra". , pero también agregó que "estamos esperando el primer que tomen ellos".Peter Carington, Secretario General de la OTAN, instó a Grecia y Turquía a evitar el uso de la fuerza y se ofreció a actuar como mediador.
La crisis se resolvió cuando el primer ministro turco, Turgut Özal, anunció que si el gobierno griego no entraba en las aguas en disputa, los turcos también permanecerían afuera; él participó en una llamada telefónica con Papandréu.